# Колишні села Білорусі
Колишні села Білорусі — список колишніх, розформованих та зниклих населених пунктів Білорусі.
За часи існування Білорусі, як держави чи республіки в складі СРСР, на її території частина сіл вважаються зниклими. Це сталося через різні історичні ситуації — військові конфлікти чи технологічні катаклізми, або через переселення людей в кращі місця. Але найбільше повпливала на ці процеси аварія на Чорнобильській АЕС.

## Гомельська область
Брагінський район:
- Деміївка → внаслідок Чорнобильської катастрофи
- Дуброва → внаслідок Чорнобильської катастрофи
- Пацков → внаслідок Чорнобильської катастрофи
- Стежарний → внаслідок Чорнобильської катастрофи
- Червона Горка → внаслідок Чорнобильської катастрофи